# Олимпийский комитет Никарагуа
Олимпийский комитет Никарагуа (исп. Comité Olímpico Nicaragüense) — организация, представляющая Никарагуа в международном олимпийском движении. Основан и зарегистрирован в МОК в 1959 году.
Штаб-квартира расположена в Манагуа. Является членом Международного олимпийского комитета, Панамериканской спортивной организации и других международных спортивных организаций. Осуществляет деятельность по развитию спорта в Никарагуа.